# Tân La Hiếu Thành vương
Hiếu Thành Vương (mất 742, trị vì 737-742) là người trị vì thứ 34 của vương quốc Tân La. Ông là con trai thứ hai của Thánh Đức Vương và vương hậu Chiếu Đức (Sodeok). Ông có tên húy là Kim Thừa Khánh (金承慶, 김승겸).
Tháng 2 năm 737 một sứ thần nhà Đường (đời vua Đường Huyền Tông) đến Tân La để sắc phong cho người kế vị của vua Tân La Thánh Đức vương là vua Hiếu Thành Vương làm quốc vương Tân La, và được xác nhận rằng vua Tân La Thánh Đức vương thực tế đã mất vào năm 736.
Hiếu Thành Vương kết hôn với con gái của pajinchan Vĩnh Tông (Yeongjong) làm hậu cung. Điều này dẫn đến xung đột trong hậu cung, vương hậu do ghen tuông đã giết chết người thiếp và Vĩnh Tông âm mưu để sát hại bà. Hiếu Thành Vương đã xử tử Vĩnh Tông.
Hiếu Thành Vương cử nhiều du học sinh sang nhà Đường (đời vua Đường Huyền Tông) để học tập. Thời Hiếu Thành Vương, vua Bột Hải Văn Vương củng cố quan hệ với Tân La, thế lực đã thống nhất bán đảo Triều Tiên phía nam vương quốc Bột Hải. Tân La đạo (Sillado), con đường giao thương buôn bán giữa vương quốc Bột Hải với Tân La đã được thiết lập. Con đường thương mại của Tân La bắt đầu tại Đông Kinh nằm ở trung tâm tỉnh Yongwon của vương quốc Bột Hải, đi xuống dọc theo bờ biển qua tỉnh Hamgyong ngày nay. Tuyến đường này cũng đi qua Nam Kinh của vương quốc Bột Hải, được thành lập với mục đích tiến hành thương mại giữa vương quốc Bột Hải với Tân La. Kể từ những năm 1980, một số lượng lớn các địa điểm khảo cổ liên quan đến Bột Hải đã được khai quật ở Bắc Triều Tiên; trong số những địa điểm đó, thành trì tại Bukcheong và địa điểm tu viện tại Omae-ri ở thành phố Sinpo là những địa phương tham gia vào hoạt động thương mại giữa Bột Hải và Tân La. Con đường dẫn từ Pukchong - Nam Kinh của vương quốc Bột Hải, dọc theo bờ biển đến sông Yonghung; bên kia sông là quận Chonjeong (Jeonjeong) của Tân La.
Sau khi mất năm 742, Hiếu Thành Vương được hỏa táng ở phía nam chùa Beomnyusa, tro cốt của ông được rải ra biển Nhật Bản. Kim Hiến Anh lên kế vị ngôi vua Tân La.